# Smiltsena Paleóloga
Smiltsena (en búlgaro: Смилцена) fue la sobrina del emperador bizantino Miguel VIII Paleólogo, y emperatriz consorte (zarina) del zar Smilets de Bulgaria.

## Familia
Smiltsena fue la hija del sebastocrátor Constantino Paleólogo, quien era medio hermano del emperador Miguel VIII Paleólogo, y su esposa Irene Comnena Láscarina Branaina. En las historias es llamada simplemente Smiltsena (en búlgaro: la esposa de Smilets), sin recibir algún nombre.
Se casó con Smilets - un boyardo búlgaro, que es acreditado con ser descendiente «de la más noble familia búlgara». La familia tenía extensas tierras entre las montañas de los Balcanes y Sredna Gora. Smiltsena y Smilets tuvieron tres hijos:
- Marina
- Teodora Smilets de Bulgaria
- Iván II de Bulgaria

## Emperatriz consorte de Bulgaria
Smilets ascendió al trono de Bulgaria en 1292 y la nueva zarina se mudó de la residencia provincial de su marido al palacio real de Tarnovo.
El zar Smilets murió en 1298 y fue sucedido por su hijo Iván II. Smiltsena Paleóloga se hizo cargo del gobierno como zarina-regente, ya que Iván era todavía un niño cuando ascendió al trono. La emperatriz viuda aparentemente derrotó a los hermanos de Smilets Radoslav y Voisil, que buscaron refugio en el Imperio bizantino y entraron a su servicio. Para hacer frente a esta amenaza y la invasión del príncipe mongol Chaka, Smiltsena buscó una alianza con Aldimir, el hermano del antiguo gobernante Jorge I Terter, que había sido depuesto por su marido. Aldimir se casó en consecuencia con la hija de Smiletsena Marina y la emperatriz viuda le concedió el título de déspota y lo invistió con una extensa propiedad alrededor de las tierras de Kran.
En 1299 Smiltsena intentó sin éxito hacer una alianza con el rey Esteban Milutin con la exclusión de la alineación proyectada de éste con el emperador bizantino Andrónico II Paleólogo. Smiltsena arregló un matrimonio entre su hija Teodora y Esteban Dečanski de Serbia, el hijo mayor del rey Esteban Milutin. Smiltsena incluso hizo una propuesta de matrimonio a Esteban Milutin, y le ofreció Bulgaria como dote, pero se negó.
Smiltsena no pudo consolidar su posición, y abandonó Tarnovo ante Chaka, que se instaló como emperador en 1299. Smiltsena, Iván II y su séquito se establecieron en las posesiones de Aldimir, donde podrían haber permanecido incluso después de la ascensión del sobrino de Aldimir Teodoro Svetoslav al trono en 1300. Pronto Aldimir entró en una alianza con Teodoro Svetoslav y sus posesiones alrededor Kran se expandieron. Como resultado Smiltsena e Iván II fueron invitados a abandonar Kran y huyeron a Constantinopla, donde fueron recibidos en la corte bizantina. En la capital bizantina Smiltsena siguió desempeñando un papel activo en la política. En 1305 Aldimir parece haber entrado en negociaciones con los bizantinos contra su sobrino y Smiltsena estaba negociando con el gobierno bizantino en Constantinopla en nombre ya sea de Aldimir o de su hijo, pero con el sometimiento de Aldimir por Teodoro Svetoslav en el mismo año, ella desaparece en el olvido.